# Katrin Wagner-Augustin
Katrin Wagner-Augustin, geborene Wagner, (* 13. Oktober 1977 in Brandenburg (Havel), Bezirk Potsdam, DDR) ist eine ehemalige deutsche Kanutin. Sie ist viermalige Olympiasiegerin im Kanurennsport.

## Sportliche Karriere
Wagner wurde bei den Olympischen Spielen 2000 in Sydney Olympiasiegerin im Zweier- und Vierer-Kajak. Bei den Olympischen Spielen 2004 in Athen und bei den Olympischen Spielen 2008 in Peking holte sie ebenfalls Gold im Vierer sowie Bronze im Einer. Bei der Abschlussfeier der Olympischen Spiele 2008 in Peking trug sie die deutsche Fahne in das Olympiastadion.
Außerdem ist sie 10-fache Weltmeisterin, 13-fache Europameisterin und 49-fache Deutsche Meisterin im Kanurennsport.
Katrin Wagner-Augustin startete für den Kanu-Club Potsdam und ist Sportsoldatin der Sportfördergruppe der Bundeswehr in Potsdam. Nach einer Babypause meldete sie sich mit zwei Europameistertiteln (Kajak-Vierer 500 m & Kajak-Einer 500 m) und einem dritten Platz (Kajak-Einer 5000 m) bei den Europameisterschaften 2012 in Zagreb zurück; bei den Olympischen Spielen 2012 in London erreichte sie mit dem Kajak-Vierer der Frauen über 500 Meter die Silbermedaille.
2015 beendete sie ihre aktive Laufbahn. Nach dem Abschluss ihres Diplom-Studiums an der Trainerakademie Köln des Deutschen Olympischen Sportdienstes im Oktober 2015 und der zweiten Babypause begann sie am 2. Januar 2017 als Trainerin im Bundesstützpunkt Kanu in ihrem Klub.
Katrin Wagner-Augustin ist seit dem 1. Oktober 2004 mit dem ehemaligen Auswahlkanuten Lars Augustin verheiratet und hat mit ihm einen Sohn (* 2011) und eine Tochter (* 2016). Die Familie wohnt in Geltow.

## Internationale Erfolge
- Ergebnisse bei den Olympischen Spielen 2000 in Sydney
  - Kajak-Vierer Goldmedaille
  - Kajak-Zweier Goldmedaille

- Ergebnisse bei den Olympischen Spielen 2004 in Athen
  - Kajak-Vierer Goldmedaille
  - Kajak-Einer Platz 4

- Ergebnisse bei den Weltmeisterschaften 2005 in Zagreb
  - Kajak-Vierer 500 m Goldmedaille
  - Kajak-Einer 1000 m Goldmedaille
  - Kajak-Vierer 200 m Goldmedaille

- Ergebnisse bei den Weltmeisterschaften 2006 in Szeged
  - Kajak-Vierer 500 m Silbermedaille
  - Kajak-Einer 1000 m Silbermedaille
  - Kajak-Zweier 200 m Silbermedaille

- Ergebnisse bei den Weltmeisterschaften 2007 in Duisburg
  - Kajak-Vierer 500 m Goldmedaille
  - Kajak-Vierer 200 m Goldmedaille
  - Kajak-Einer 500 m Bronzemedaille

- Ergebnisse bei den Olympischen Spielen 2008 in Peking
  - Kajak-Vierer 500 m Goldmedaille
  - Kajak-Einer 500 m Bronzemedaille

- Ergebnisse bei den Weltmeisterschaften 2009 in Dartmouth (Nova Scotia)
  - Kajak-Vierer 200 m Goldmedaille
  - Kajak-Vierer 4 × 200 m Staffel Goldmedaille
  - Kajak-Vierer 500 m Silbermedaille
  - Kajak-Einer 500 m Silbermedaille

- Ergebnisse bei den Weltmeisterschaften 2010 in Poznań
  - Kajak-Vierer 500 m Goldmedaille
  - Kajak-Vierer 4 × 200 m Staffel Goldmedaille
  - Kajak-Einer 500 m Platz 7

- Ergebnis bei den Olympischen Spielen 2012 in London
  - Kajak-Vierer 500 m Silbermedaille

## Ehrungen
- Bambi-Preisträgerin (2004)
- Brandenburgs Sportlerin des Jahres (2006, 2008)
- Silbernes Lorbeerblatt für sportliche Spitzenleistungen (2012)[6]
- Verdienstorden des Landes Brandenburg (2018)